# Península de Södertörn
La península de Södertörn es una península triangular en el este de Södermanland, Suecia, que está bordeada por:
- El lago Mälar y la entrada de Saltsjön (una parte del mar Báltico), al norte,
- Himmerfjärden y Hallsfjärden (partes del mar Báltico) al oeste
- y el mar Báltico (archipiélago de Estocolmo) en el este y el sur.

Sin embargo, a pesar de que la península se suele considerar como parte del territorio continental sueco, su conexión con el continente se divide por el canal de Södertälje, y de hecho a veces es considerada una isla.